# スカラ・ブレイ
座標: 北緯59度02分55秒 西経3度20分35秒 / 北緯59.04861度 西経3.34306度

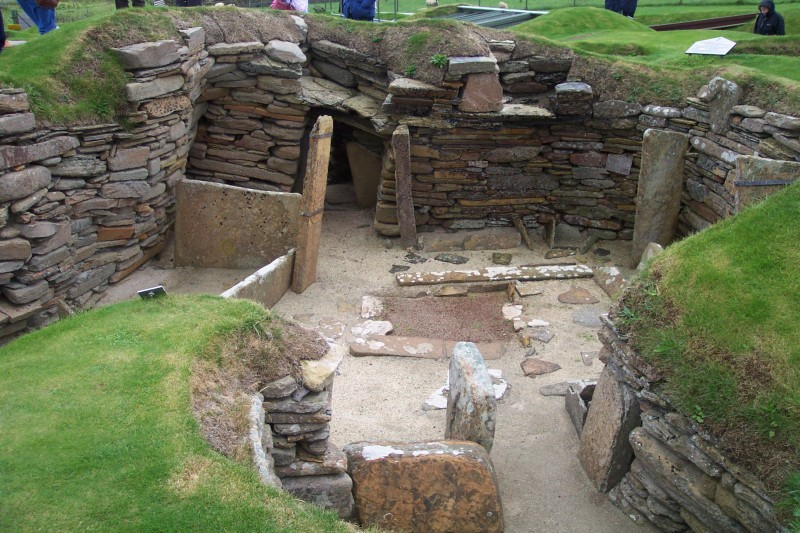
スカラ・ブレイで発掘された住居群
新石器時代のヨーロッパの集落としては最も完全なものである。

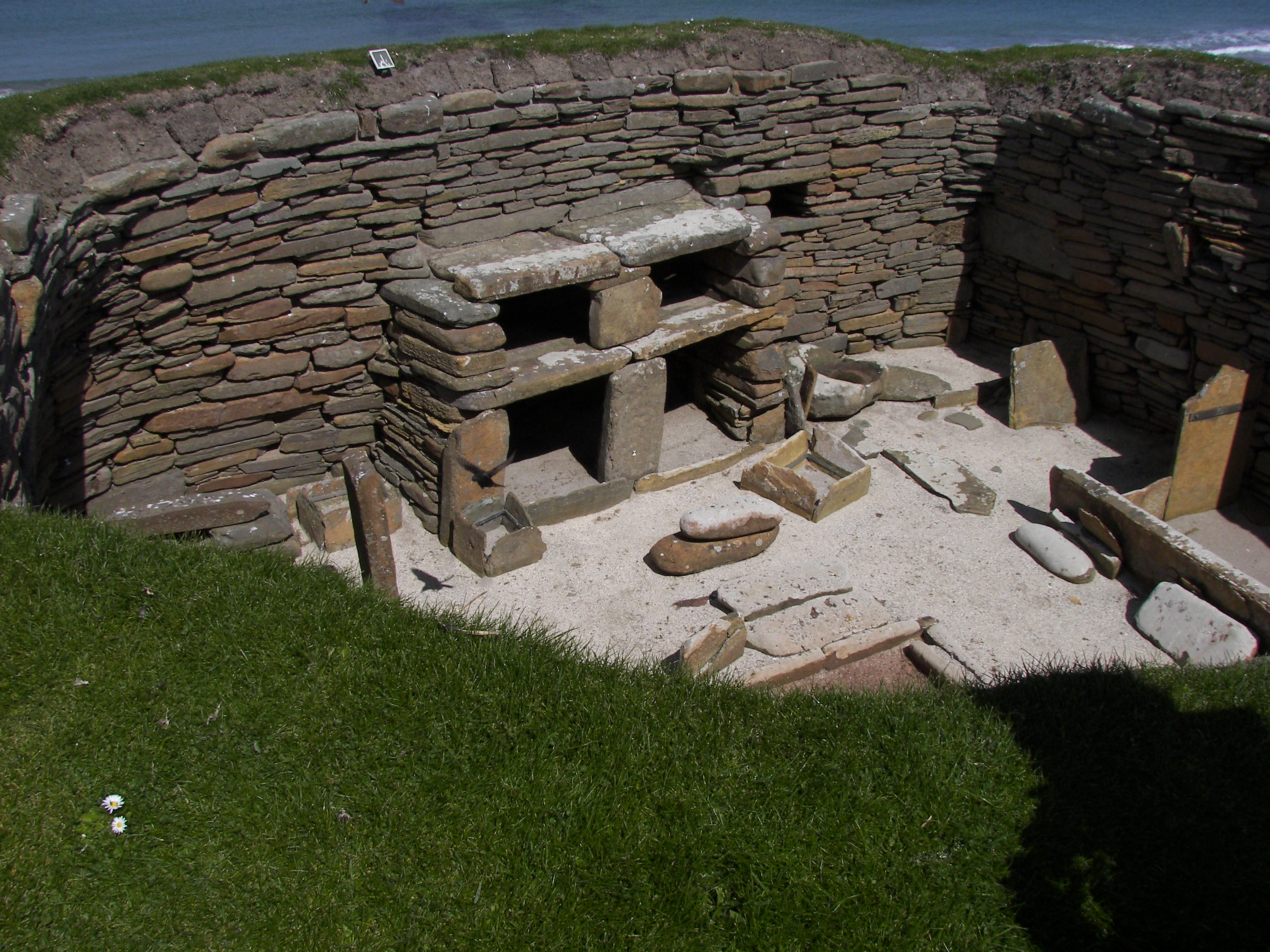
家財道具（棚）跡

スカラ・ブレイ（英語等：Skara Brae ［英語発音[ˈskɑrə ˈbreɪ]］）は、スコットランドに残る新石器時代の石造の集落遺跡。オークニー諸島のメインランド島西岸のスケイル湾 (en) にある。10の密集家屋群から成り、紀元前3100年から紀元前2500年頃に定住生活が営まれていた。日本語ではスカラ・ブラエとも呼ぶ。
1999年には、新石器時代の整った集落が良好な保存状態で残っていることが評価され、他のメインランド島の遺跡群とともに「オークニー諸島の新石器時代遺跡中心地」の名で、ユネスコ世界遺産の文化遺産に登録された。

## 発見史
1850年までスカラ・ブレイは土に埋もれたままであった。しかし、その年の冬の大嵐が、スケラブラ (Skerrabra) と呼ばれてきた小丘から、草と土を根こそぎ剥ぎ取った。その結果、いくつかの石造建築物群の輪郭が露出し、スケイルの地主であったウィリアム・ワット (William Watt) によって最初の発掘が行われた。スカラ・ブレイが完全に姿を現したのは1928年から1930年にかけて英国人考古学者ヴィア・ゴードン チャイルド (en) が行った発掘作業のときである。この発掘は1926年の大嵐を受けてのものであった。

## 遺跡の特徴
スカラ・ブレイの住民は、明らかに 刻紋土器  の作り手であり、使い手であった。彼らの住居は地下シェルター状であったが、それは以前から存在していた貝塚 (middens) として知られる塵（ごみ）の山の下に築かれた。塵山の層は住居の安定性という点では難があったが、そこに築かれた最大の目的は、何層にも重なる塵山が断熱材の役割を果たして、オークニーの厳しい冬を凌ぐことができる点にあった。住居は平均すると 40m2 くらいで、そこには調理や暖を取ることを目的とした炉のある大きな正方形の部屋があった。島には樹木が乏しかったため、屋根葺きの材料には流木、鯨鬚（くじらひげ）、芝の藁などが利用された。
住居には、囲炉裏があり、食器棚、衣裳棚、椅子、収納箱などの石造家具類が多く存在していた。洗練された排水設備が集落の設計に組み込まれており、各住居には原始的な便所も据え付けられていた。住居群のうち7件は同じような家具を備えており、寝台と衣裳棚は各住居の同じ場所にある。その衣裳棚は入り口の向いの壁に据え付けられており、その住居に入った人が真っ先に目にするようになっている。8番目の家には収納箱も衣裳棚も無く、中が小部屋に分かれている。この家が発掘されたとき、石、骨、枝角 (en) などの断片が出土した。そのため、この家は石斧や骨角器といった簡単な道具を製作していた作業場であった可能性が指摘されている。
遺跡には、ヨーロッパで最古と見なされるヒトノミ（ヒトに寄生するノミの一種。学名：Pulex irritans、英語名：Human flea）の痕跡も見つかっている。
放射性炭素年代測定によって、スカラ・ブレイには紀元前3100年頃から600年ほどにわたって人が住んでいたことが明らかになっている。気候が変動し、ますます寒冷で湿潤になった紀元前2500年頃に、スカラ・ブレイは放棄されたようである。何故、この時期に突然住民が去ったのかについては様々な仮説が提示されているが、いずれも推測を裏付けるような決定的な証拠を伴うものではない。
現在目にすることのできる遺跡群は、それだけで有機的な統一性を保っているが、海の侵食作用によって失われてしまった構成要素部分がどれくらいあったのかは、未解明である。

## オークニーにおける関連遺跡群
似た遺跡としては、より小さなものではあるが、ラウゼー島 (en) の Rinyo にある。ラウゼー島では、メイズハウが他の墳墓とは異なる墓が発見されている。また、多くの Orkney-Cromarty のチェンバード・ケアンが存在してはいるが、それらを建造したのはアンスタン土器 (en) を用いていた人々である。
オークニー諸島に残る Howarの丘 (Knap of Howar) は、保存状態の良好な新石器時代の農場跡である。設計面でスカラ・ブレイに類似しているが、より古く、紀元前3500年から紀元前3100年に遡る、北ヨーロッパにおける現存最古の建造物遺跡と考えられている。